# Benito Juárez (Quintana Roo)

Położenie gminy Othón Benito Juárez na mapie stanu Quintana Roo

Benito Juárez – gmina w północnej części meksykańskiego stanu Quintana Roo, położona na wierzchołku półwyspu Jukatan, na wybrzeżu Morza Karaibskiego. Jest jedną z 10 gmin w tym stanie. Siedzibą władz gminy jest miasto Cancún. Nazwa gminy została nadana na cześć prezydenta Meksyku Benito Juáreza.
Ludność gminy Benito Juárez w 2010 roku liczyła 661 176 mieszkańców, co sprawiło, że jest najliczebniejszą gminą w stanie Quintana Roo.

## Geografia gminy

Plan gminy Othón P. Blanco

Powierzchnia gminy wynosi 1664 km² zajmując ponad 3,3% powierzchni stanu, co czyni ją jedną z najmniejszych w stanie Quintana Roo mimo największej liczby ludności. Obszar gminy jest równinny, a położenie na wybrzeżu sprawia, że największe nierówności terenu nie są wyniesione ponad poziom morza o więcej niż 10 m. Wzdłuż wybrzeża znajduje szereg zatok mających charakter lagun, z największą Laguna de Nichupté. Teren w dużej części pokryty jest lasami, które mają charakter lasów deszczowych. Klimat jest ciepły ze średnią roczną temperaturą zawierającą się w przedziale 24-27 °C. Większość wiatrów wieje z kierunku wschodniego znad Morza Karaibskiego przynosząc dużą ilość gwałtownych opadów (głównie w lecie) czyniąc klimat wilgotnym opadami na poziomie 1000–1300 mm rocznie.

## Gospodarka gminy
Gmina ze względu na popularność jako jeden z dwóch (Acapulco) najbardziej znanych kurortów w Meksyku należy do bogatych gmin. Aktywnych ekonomicznie jest około 48% ludności gminy którzy w 90% są zatrudnieni usługach i turystyce. W przeciwieństwie do większości gmin meksykańskich tylko bardzo mała ilość (3,7%) pracuje w rolnictwie, leśnictwie i rybołówstwie. Rolnictwo i hodowla zwierząt jest skierowana głównie na potrzeby turystów produkując produkty ogrodnicze (głównie warzywa i owoce), oraz hodując bydło mleczne. Rybołówstwo rozwija się głównie w strefie przybrzeżnej a rybacy zrzeszeni w spółdzielniach najczęściej łowią langusty, rekiny i mięczaki morskie. Znajduje się tu Park Narodowy Arrecife de Puerto Morelos.